# Fraxinisaura rozynekae
Fraxinisaura rozynekae è un rettile estinto, appartenente ai lepidosauromorfi. Visse nel Triassico medio (Ladinico, circa 240 milioni di anni fa) e i suoi resti fossili sono stati ritrovati in Germania.

## Descrizione
Questo animale era di aspetto e dimensioni simili a una lucertola attuale. Come le lucertole odierne, anche Fraxinisaura doveva possedere una lunga coda, un corpo allungato e snello e quattro arti forti e sottili. Fraxinisaura era caratterizzato dalla presenza di denti conici sia nella mascella che nella mandibola, ossa jugali con un processo anteriore corto e un processo posteriore ridotto e appuntito, e ileo con una cresta iliaca alta ed estesa posterodorsalmente. Il tipo di dentatura era tipicamente pleurodonte.

## Classificazione
Fraxinisaura rozynekae venne descritto per la prima volta nel 2018, sulla base di resti fossili ritrovati in Baden-Württemberg, in Germania, in terreni del Triassico medio. Sembra che Fraxinisaura fosse uno dei rappresentanti più basali dei lepidosauromorfi, e che potesse essere molto simile alla specie Marmoretta oxoniensis, molto più recente (Giurassico medio-superiore). Un altro lepidosauromorfo basale, probabilmente ancestrale ai veri lepidosauri, è Megachirella.